# Хмарні обчислення

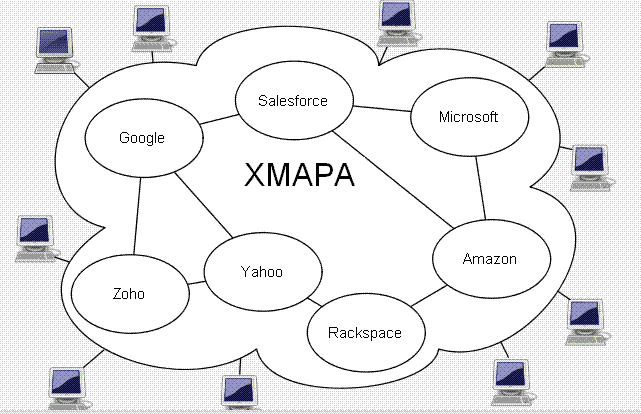
Діаграма, що представляє «хмару»

Хмарні обчислення (англ. cloud computing) або скорочено хмара — модель забезпечення повсюдного та зручного доступу на вимогу через мережу до спільного пулу обчислювальних ресурсів, що підлягають налаштуванню (наприклад, до комунікаційних мереж, серверів, засобів збереження даних, прикладних програм та сервісів), і які можуть бути оперативно надані та звільнені з мінімальними управлінськими затратами та зверненнями до провайдера.
При використанні хмарних обчислень програмне забезпечення надається користувачеві як Інтернет-сервіс. Користувач має доступ до власних даних, але не може управляти і не повинен піклуватися про інфраструктуру, операційну систему і програмне забезпечення, з яким він працює. «Хмарою» метафорично називають інтернет, який приховує всі технічні деталі. Згідно з документом IEEE, опублікованим у 2008 році, «Хмарні обчислення — це парадигма, в рамках якої інформація постійно зберігається на серверах у мережі інтернет і тимчасово кешується на клієнтській стороні, наприклад на персональних комп'ютерах, ігрових приставках, ноутбуках, смартфонах тощо».

## Історія
Хмарні сервіси, що дозволяють перенести обчислювальні ресурси й дані на віддалені інтернет-сервери, в останні роки стали одним з основних трендів розвитку IT-технологій.
Концепція хмарних обчислень з'явилася ще в 1960 році, коли американський учений, фахівець з інформатики і теорії комп'ютерів Джон Маккарті (John McCarthy) висловив припущення, що коли-небудь комп'ютерні обчислення стануть надаватися подібно комунальним послугам (public utility).
Розповсюдження мереж з високою потужністю, низька вартість комп'ютерів і пристроїв зберігання даних, а також широке впровадження віртуалізації, сервіс-орієнтованої архітектури привели до величезного зростання хмарних обчислень. Кінцеві користувачі можуть не перейматися роботою обладнання технологічної інфраструктури «в хмарі», яка їх підтримує. Аналогією обчислювальних «хмар» зі звичного життя можуть служити електростанції. Хоча домовласник може купити електрогенератор і піклуватися про його справність самостійно, більшість людей воліє отримувати енергію від централізованих постачальників.
Майже всі сучасні характеристики хмарних обчислень, порівняння їх з електроенергетикою та використання приватних, публічних та громадських моделей були представлені Дугласом Паркгілом (Douglas Parkhill) в книзі «The Challenge of the Computer Utility», в 1966 році. Згідно інших джерел, хмарні обчислення беруть початок з 1950-х років, коли вчений Герб Ґрош (Herb Grosch) стверджував, що весь світ буде працювати на терміналах, якими керують близько 15 великих центрів обробки даних.
Сам термін «хмара» походить з телефонії, тому що телекомунікаційні компанії, які до 1990-х років пропонували в основному виділені схеми передачі «точка-точка», почали пропонувати віртуальні приватні мережі (VPN), з порівняною якістю обслуговування, але при набагато менших витратах. Перемикаючи трафік для оптимального використання каналів вони мали змогу ефективніше використовувати мережу. Символ хмари був використаний для позначення розмежування між користувачем і постачальником.
Ключову роль в розвитку хмарних обчислень зіграв Amazon, модернізувавши свої центри обробки даних, які, як і більшість комп'ютерних мереж в один момент часу використовують лише 10 % своєї потужності, заради забезпечення надійності при стрибку навантаження. Дізнавшись, що нова хмарна архітектура забезпечує значне внутрішнє підвищення ефективності, Amazon почав нові дослідження в галузі розвитку продуктів для забезпечення хмарних обчислень для зовнішніх клієнтів, і запустив Amazon Web Service (AWS) на основі розподілених обчислень в 2006 році.
На початку 2008 року Eucalyptus став першою API-сумісною платформою з відкритим кодом для розгортання приватної хмари. На початку 2008 року OpenNebula став першим проектом з відкритим кодом для розгортання приватних і гібридних хмар.
За оцінками IDC ринок публічних хмарних обчислень у 2009 році склав $17 млрд — близько 5 % від усього ринку інформаційних технологій.

## Основні характеристики

### Оренда замість купівлі
Провайдери хмарних рішень дозволяють орендувати через інтернет обчислювальні потужності та дисковий простір. Переваги такого підходу — доступність (користувач платить лише за ті ресурси, які йому потрібні) і можливість гнучкого масштабування. Клієнти позбавляються від необхідності створювати і підтримувати власну обчислювальну інфраструктуру.
За оцінками експертів, використання хмарних технологій в багатьох випадках дозволяє скоротити витрати в два-три рази в порівнянні з утриманням власної розвиненої IT-структури.
«Хмара» відкриває новий підхід до обчислень, при якому ані обладнання, ані програмне забезпечення не належать підприємству. Замість цього провайдер надає замовнику вже готовий сервіс.
До допомоги «хмар» часто вдаються молоді компанії-стартапи, які потребують великих обчислювальних ресурсів для обслуговування користувачів, але не можуть дозволити собі створення і експлуатацію власного дата-центру.
Одним з перших широкодоступних хмарних інтернет-сервісів стала електронна пошта з вебінтерфейсом. У цьому випадку всі дані зберігаються на віддалених серверах, а користувач отримує доступ до своїх листів через браузер з будь-якого комп'ютера або достатньо потужного мобільного пристрою.
Національним інститутом стандартів і технологій США встановлені такі обов'язкові характеристики хмарних обчислень:
- Самообслуговування на вимогу (англ. self service on demand), споживач самостійно визначає і змінює обчислювальні потреби, такі як серверний час, швидкості доступу та обробки даних, обсяг збережених даних без взаємодії з представником постачальника послуг;
- Універсальний доступ по мережі, послуги доступні споживачам через мережу передачі даних незалежно від термінального пристрою;
- Об'єднання ресурсів (англ. resource pooling), постачальник послуг об'єднує ресурси для обслуговування великої кількості споживачів в єдиний пул для динамічного перерозподілу потужностей між споживачами в умовах постійної зміни попиту на потужності; при цьому споживачі контролюють тільки основні параметри послуги (наприклад, обсяг даних, швидкість доступу), але фактичний розподіл ресурсів, що надаються споживачеві, здійснює постачальник (в деяких випадках споживачі все ж можуть керувати деякими фізичними параметрами перерозподілу, наприклад, вказувати бажаний центр обробки даних з міркувань географічної близькості);
- Еластичність, послуги можуть бути надані, розширені, звужені в будь-який момент часу, без додаткових витрат на взаємодію з постачальником, як правило, в автоматичному режимі;
- Облік споживання, постачальник послуг автоматично обчислює спожиті ресурси на певному рівні абстракції (наприклад, обсяг збережених даних, пропускна здатність, кількість користувачів, кількість транзакцій), і на основі цих даних оцінює обсяг наданих споживачам послуг.

З точки зору постачальника, завдяки об'єднанню ресурсів та непостійному характеру споживання з боку споживачів, хмарні обчислення дозволяють економити на масштабах, використовуючи менші апаратні ресурси, ніж при виділенні апаратних потужностей для кожного споживача, а за рахунок автоматизації процедур модифікації виділення ресурсів істотно знижуються витрати на абонентське обслуговування.
З точки зору споживача, ці характеристики дозволяють отримати послуги з високим рівнем доступності (англ. high availability) і низькими ризиками непрацездатності, забезпечити швидке масштабування обчислювальної системи завдяки еластичності без необхідності створення, обслуговування і модернізації власної апаратної інфраструктури.
Зручність і універсальність доступу забезпечується широкою доступністю послуг і підтримкою різного класу термінальних пристроїв (персональних комп'ютерів, мобільних телефонів, інтернет-планшетів).

## Моделі обслуговування та існуючі рішення
Виділяють наступні моделі надання послуг за допомогою хмари:

Приклад хмарної архітектури

- Приклад хмарної архітектуриПрограмне забезпечення як послуга (SaaS) Прикладами програмного забезпечення як послуги, що працює на основі обчислювальної хмари, є сервіси Gmail та Google docs.
- Платформа як послуга (PaaS) Наприклад, Google Apps надає застосунки для бізнесу в режимі онлайн, доступ до яких відбувається за допомогою браузера тоді як ПЗ і дані зберігаються на серверах Google.

- Інфраструктура як послуга (IaaS) Найбільшими гравцями на ринку інфраструктури як послуги є Amazon, Microsoft, VMWare, Rackspace та Red Hat. Хоча деякі з них пропонують більше, ніж просто інфраструктуру, їх об'єднує мета продавати базові обчислювальні ресурси.

Загальною характеристикою компаній, що будують свої продукти на основі хмар, є впевненість у тому, що мережа інтернет в змозі задовольнити потреби користувачів в обробці даних.

### Потокові ігрові служби
У 2009 році на конференції розробників комп'ютерних ігор Game Developers Conference компанія Rearden LLC презентувала службу OnLive, побудовану на технології хмарної обробки даних. Особливістю OnLive є той факт, що при купівлі ігор користувач не має необхідності завантажувати та встановлювати їх. Гра обробляється і зберігається на високотехнологічному сервері, здатному запускати будь-який сучасний проект для роздільної здатності монітору 1280х720 пікселів, з максимальною якістю графіки і швидкістю кадрів не нижче 60 кадрів/с.
Для реалізації OnLive на території США побудовано п'ять серверних центрів. Організація декількох центрів є технічною необхідністю. Навіть при наявності у користувача високошвидкісного підключення до широкосмугової мережі розробники здатні забезпечити передачу сигналу без істотної втрати якості в радіусі до 1609 км за звичайною кабельної мережі і до 2400 км — по оптоволоконної лінії зв'язку. При цьому, для отримання зображення високої роздільної здатності (1280х720) потрібно з'єднання на швидкості 5 Мбіт/с, однак послугами OnLive можна буде скористатися і при швидкості в 1,5 Мбіт/с, знизивши роздільну здатність.
На початку березня 2011 після кількох років розробки офіційно запрацювала потокова ігрова служба Gaikai. Це аналог OnLive, але використовує зовсім іншу бізнес-модель, яка не вимагає від кінцевих користувачів ніякої оплати. Gaikai націлена на рекламу ігор і додатків, дозволяючи потенційному покупцеві особисто оцінити ігровий процес або функціональність програми через Інтернет перед покупкою.
Компанія GameStop планує запустити хмарний сервіс для трансляції через Інтернет ігор для PlayStation 3 і Xbox 360. Система працює за аналогією з OnLive і Gaikai. Таким чином, новий сервіс може стати альтернативою купівлі консолей. Запуск запланований на літо 2012 року.

## Моделі розгортання

Типи хмарних досліджень

Обчислювальна хмара може бути розгорнута як: приватна, публічна, громадська або гібридна, персональна.

### Приватна хмара
Приватна хмара (англ. private cloud) — це хмарна інфраструктура, яка призначена для використання виключно однією організацією, що включає декілька користувачів (наприклад, підрозділів). Приватна хмара може перебувати у власності, керуванні та експлуатації як самої організації, так і третьої сторони (чи деякої їх комбінації). Така хмара може фізично знаходитись як в, так і поза юрисдикцією власника.

### Публічна хмара
Публічна хмара (англ. public cloud) — це хмарна інфраструктура, яка призначена для вільного використання широким загалом. Публічна хмара може перебувати у власності, керуванні та експлуатації комерційних, академічних (освітніх та наукових) або державних організацій (чи будь-якої їх комбінації). Публічна хмара перебуває в юрисдикції постачальника хмарних послуг.
Гібридна хмарна інфраструктура — це спосіб організації роботи, коли в одну мережу об'єднані як приватні, так і публічні хмарні сервіси. На відміну від приватного (коли інфраструктура використовується тільки однією компанією або максимум — її підрозділами в інших містах) або публічного (коли хмарними сервісами користуються велика кількість споживачів з різних компаній), гібридне хмара об'єднує ці дві технології, перетворюючи їх в зручний інструмент для різних цілей. Передача даних між хмарами відбувається прозоро для кінцевого користувача — для нього це виглядає як єдина мережа. 
Найчастіше необхідність в гібридному хмарі виникає тоді, коли власних ресурсів компанії недостатньо для забезпечення необхідної продуктивності, але повністю відмовлятися від приватного хмари не хочеться або це неможливо з тих чи інших причин (наприклад, за вимогами безпеки).

### Громадська хмара
Громадська хмара (англ. community cloud) — це хмарна інфраструктура, яка призначена для використання конкретною спільнотою споживачів із організацій, що мають спільні цілі (наприклад, місію, вимоги щодо безпеки, політику та відповідність різноманітним вимогам). Громадська хмара може перебувати у спільній власності, керуванні та експлуатації однієї чи більше організацій зі спільноти або третьої сторони (чи деякої їх комбінації). Така хмара може фізично знаходитись як в, так і поза юрисдикцією власника.

### Гібридна хмара
Гібридна хмара (англ. hybrid cloud) — це хмарна інфраструктура, що складається з двох або більше різних хмарних інфраструктур (приватних, громадських або публічних), які залишаються унікальними сутностями, але з'єднані між собою стандартизованими або приватними технологіями, що уможливлюють переносимість даних та прикладних програм (наприклад, використання ресурсів публічної хмари для балансування навантаження між хмарами).

### Персональна хмара
Персональна хмара (англ. personal cloud) — це приватна колекція цифрового контенту та додаткових сервісів які доступні з будь-якого пристрою і призначена для використання окремою особою (власником) та особами яким надано доступ. Це місце де користувач має можливість зберігати, синхронізувати, транслювати в потік та розповсюджувати приватний контент на сумісні платформи, екрани, з одного місцеположення в інше.

## Безпека та конфіденційність
Хмарні обчислення викликають занепокоєння щодо конфіденційності, оскільки постачальник послуг може отримати доступ до даних, які знаходяться в хмарі, у будь-який час. Це може випадково чи навмисно змінити чи видалити інформацію. Багато постачальників хмарних послуг можуть ділитися інформацією з третіми сторонами, якщо це необхідно для забезпечення правопорядку без ордера. Це дозволено в їхній політиці конфіденційності, з якою користувачі повинні погодитися, перш ніж почати користуватися хмарними сервісами. Рішення щодо конфіденційності включають політику та законодавство, а також вибір кінцевих користувачів щодо способу зберігання даних. Користувачі можуть шифрувати дані, які обробляються або зберігаються в хмарі, щоб запобігти несанкціонованому доступу. Системи керування ідентифікацією також можуть надати практичні рішення проблем конфіденційності в хмарних обчисленнях. Ці системи розрізняють авторизованих і неавторизованих користувачів і визначають обсяг даних, доступних кожному суб'єкту. Системи працюють, створюючи та описуючи ідентифікатори, записуючи дії та позбавляючись від невикористаних ідентифікаторів.

## Економічні аспекти
При використанні хмарних обчислень, споживачі інформаційних технологій можуть істотно знизити капітальні витрати — на побудову центрів обробки даних, закупівлю серверного та мережевого обладнання, апаратних і програмних рішень щодо забезпечення безперервності і працездатності — так як ці витрати поглинаються провайдером хмарних послуг. Крім того, тривалий час побудови та введення в експлуатацію великих об'єктів інфраструктури інформаційних технологій та висока їх початкова вартість обмежують можливість гнучко реагувати на потреби ринку, тоді як хмарні технології забезпечують можливість практично миттєво реагувати на збільшення попиту на обчислювальні потужності.
При використанні хмарних обчислень, витрати споживача зміщуються в бік операційних — таким чином компенсуються витрати на оплату послуг хмарних провайдерів.

## Технології
Для забезпечення узгодженої роботи вузлів обчислювальної мережі на стороні хмарного провайдера використовується спеціалізоване проміжне програмне забезпечення, що забезпечує моніторинг стану обладнання і програм, балансування навантаження, забезпечення ресурсів для вирішення завдання.
Одним з основних рішень для згладжування нерівномірності навантаження на послуги є розміщення шару серверної віртуалізації між шаром програмних послуг та апаратним забезпеченням. В умовах віртуалізації балансування навантаження може здійснюватися за допомогою програмного розподілу віртуальних серверів по реальним, перенесення віртуальних серверів відбувається за допомогою живої міграції.

## Критика
Недоліки «хмарних» рішень зводяться, в основному, до проблеми довіри постачальнику сервісу, від якого залежить як безперебійна робота, так і збереження важливих даних користувача. Крім того «хмарні обчислення» висувають високі вимоги до якості каналів зв'язку, які гарантують повсюдний якісний доступ в інтернет.
Існує ймовірність, що з повсюдним приходом цієї технології стане очевидною проблема створення неконтрольованих даних, коли інформація, залишена користувачем, зберігатиметься роками, або без його відома, або він буде не в змозі змінити якусь її частину. Прикладом того можуть служити сервіси Google, де користувач не в змозі видалити невикористовувані їм сервіси і навіть видалити окремі групи даних, створені в деяких з них (FeedBurner, Google Friend Connect і, можливо, інші).
Як альтернатива «очищення» свого профілю пропонується створити новий. Однак не варто забувати про те, що ім'я користувача вже зайнято попередньої обліковим записом, а нові — на кшталт John22441 — влаштовують не всіх. Оскільки хмарні обчислення будуть цілком пропрієтарними[джерело?] (відкритий API не виправляє ситуацію), поки немає надії на те, що користувачеві нададуть засіб для видалення своїх же даних на подібних серверах.
Крім того, деякі аналітики припускали появу в 2010 році проблем з хмарними обчисленнями. Так, наприклад, Марк Андерсон, керівник галузевого IT-видання Strategic News Service, вважав, що через значний приплив користувачів сервісів, які використовують хмарні обчислення (наприклад, Flickr або Amazon), зростає вартість помилок і витоків інформації з подібних ресурсів, а в 2010 року мали відбутися великі «катастрофи типу виходу з ладу, або катастрофи, пов'язані з безпекою». Так, наприклад, в 2009 році сервіс для зберігання закладок Magnolia втратив всі свої дані. Не зважаючи на це, багато експертів вважають, що переваги і зручності переважують можливі ризики використання подібних сервісів.